# Melanorlopteryx costalis
Melanorlopteryx costalis là một loài ruồi trong họ Tachinidae.